# Tuân Ngô
Tuân Ngô (giản thể: 荀吴; phồn thể: 荀吳; bính âm: Xún Wú), hay Trung Hàng Ngô (中行吴), tức Trung Hàng Mục tử (中行穆子), là vị tông chủ thứ tư của họ Trung Hàng, một trong lục khanh nước Tấn thời Xuân Thu trong lịch sử Trung Quốc.
Ông là con của Tuân Yển, vị tông chủ thứ ba của họ Trung Hàng, mẹ là Trịnh nữ.

## Sự nghiệp
Năm 554 TCN, cha Tuân Ngô là Tuân Yển (đang đảm nhận chức Trung quân tướng nước Tấn) sau khi đánh thắng quân nước Tề, trên đường về thì bị bệnh nặng qua đời, Tuân Ngô lên kế tập chức Thủ lĩnh họ Trung Hàng. Sĩ Mang (đang làm Trung quân tá) kế tập làm Trung quân Nguyên soái, chức Trung quân tá thuộc về Tuân Ngô.
Năm 547 TCN, Tấn Bình công sai Tuân Ngô đến nước Lỗ, yết kiến Lỗ Tương công, rồi cùng vua Lỗ và các đại phu nước Trịnh, Tống, Tào hội minh ở đất Thiện Uyên.
Năm 541 TCN, Tuân Ngô đem quân giao chiến với quân Vô Chung (Bắc Địch) ở Thái Nguyên, Ngụy Thư đang làm Thượng quân tướng, đem quân trợ giúp, Ngụy Thư khuyên Tuân Ngô nên dùng xa binh thay cho bộ binh nhưng ông không nghe, kết quả quân Tấn thảm bại.
Năm 533 TCN, em họ Tuân Ngô là Tuân Doanh (Trí Doanh) mất, con là Tuân Lịch còn nhỏ, nên vua Tấn bãi chức khanh của họ Trí, Tuân Ngô dung dưỡng Tuân Lịch, đến khi Lịch trưởng thành, Tuân Ngô tiến cử làm Hạ quân tá.
Năm 530 TCN, Tấn Chiêu công sai Tuân Ngô đem quân đánh Tiễn Ngu, nhân đó đánh diệt nước Điệu. Năm 528 TCN, Tuân Ngô đánh Tiển Ngu lần thứ hai. Nước Tiển Ngu xin hàng và nộp thành. Tấn diệt Tiển Ngu.
Mùa thu năm 527 TCN, Tuân Ngô đem quân đánh nước Cổ, bắt sống vua Cổ là Diên Đê. Năm 520 TCN, Tuân Ngô lại đánh sang phía Đông, ông cho quân giả làm người nước Địch, rồi bí mật tập kích, bắt con của Diên Đêm tiêu diệt hoàn toàn nước Cổ.
Năm 525 TCN, Tuân Ngô đem quân đánh Lục Hồn.
Năm 521 TCN, nước Tống có loạn họ Hoa, họ Hướng, Tống Nguyên công sai công tử Thành sang Tấn cầu viện, Tuân Ngô hội quân các chư hầu Tề, Vệ, Tào đánh họ Hoa, dẹp loạn cho nước Tống.
Năm 519 TCN, Tuân Ngô qua đời. Con ông là Tuân Dần lên thế tập.